# Dubin
Dubin is een plaats in het Poolse district  Rawicki, woiwodschap Groot-Polen. De plaats maakt deel uit van de gemeente Jutrosin en telt 710 inwoners.